# Andrena ferrugineicrus
Andrena ferrugineicrus är en biart som beskrevs av Dours 1872. Andrena ferrugineicrus ingår i släktet sandbin, och familjen grävbin. Inga underarter finns listade i Catalogue of Life.